# 费尔德贝格 (巴登-符腾堡州)
费尔德贝尔格是德国巴登-符腾堡州的一个市镇。总面积24.97平方公里，总人口1862人，其中男性922人，女性940人（2011年12月31日），人口密度75人/平方公里。